# Въоръжени сили на Нова Зеландия
Новозеландската отбранителна сила (на английски: New Zealand Defence Force; на маорски: Te Ope Kaatua o Aotearoa) представлява въоръжените сили на Нова Зеландия.
Състои се от сухопътни войски, военноморски флот и военновъздушни сили. Личният състав включва 9051 души активен персонал и към 2500 д. резервен персонал.

## История
Нова Зеландия участва в Първата и Втората световни войни, Корейската война, Виетнамската война, Войната в Залива.
Страната има 220 военнослужещи в мироопазваващата мисия в Афганистан, както и в други страни.

## Военна техника

### Сухопътни сили
- 105 бр. БТР NZLAV
- 95 бр. Infantry Mobility Vehicle
- 352 бр. Pinzgauer High Mobility All-Terrain Vehicle

### Противовъздушна отбрана
- 12 бр. Mistral Very Low Level Air Defence Weapon
- 24 бр. Javelin Anti-Tank Guided Missile (ATGM) launchers, 120 missiles
- 42 бр. 84 mm Carl Gustav recoilless rifle M3 Man-portable Light Anti-armour Weapon
- M72 бр. Light Armour Weapon

### Военновъздушни сили
- 6 бр. Lockheed P-3K Orions
- 5 бр. Kaman SH-2G(NZ) Seasprites
- 5 бр. Beechcraft B200 King Airs
- 2 бр. Boeing 757-200s
- 5 бр. Lockheed C-130H Hercules
- 14 бр. Bell UH-1H Iroquois
- 8 бр. NHI NH90

### Военноморски сили
- 2 бр. ANZAC фрегати HMNZS ТЕ КАХА, HMNZS ТЕ МАХА

Други подпомагащи кораби
- HMNZS Кантербуру
- HMNZS Ендеавоур

Патрулни лодки
- HMNZS Отаго
- HMNZS Уелингтън
- HMNZS Ротойти
- HMNZS Хауеа
- HMNZS Пукаку
- HMNZS Таупо

Хидрографски кораби
- HMNZS Резулуция
- HMNZS Манавунии

Нова Зеландия има специални служби, наречени Новазеландски специални военновъздушни служби (NZSAS).